# Carl Eggers

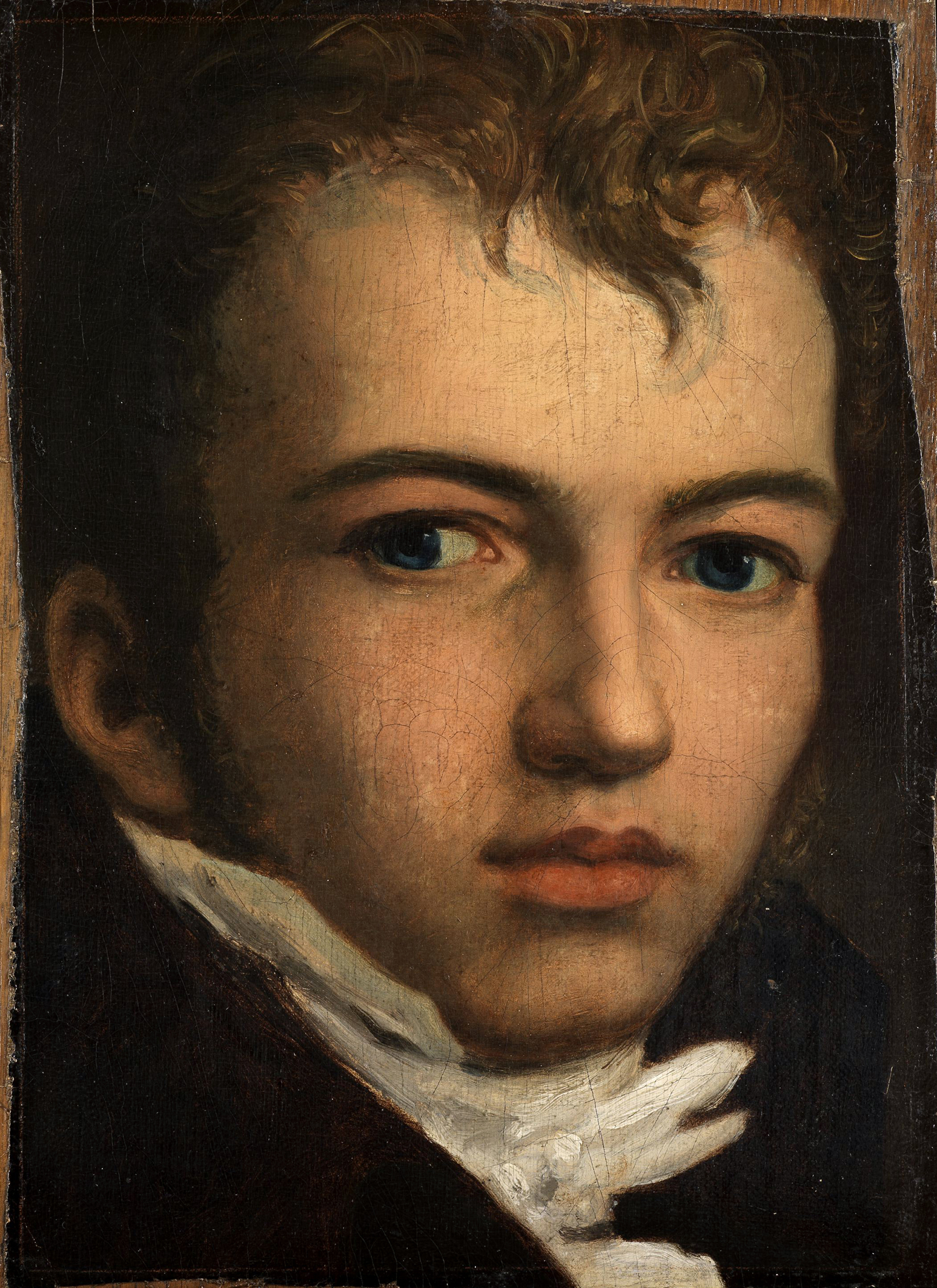
Porträt Carl Eggers (ca. 1816–1820) von Friedrich Overbeck

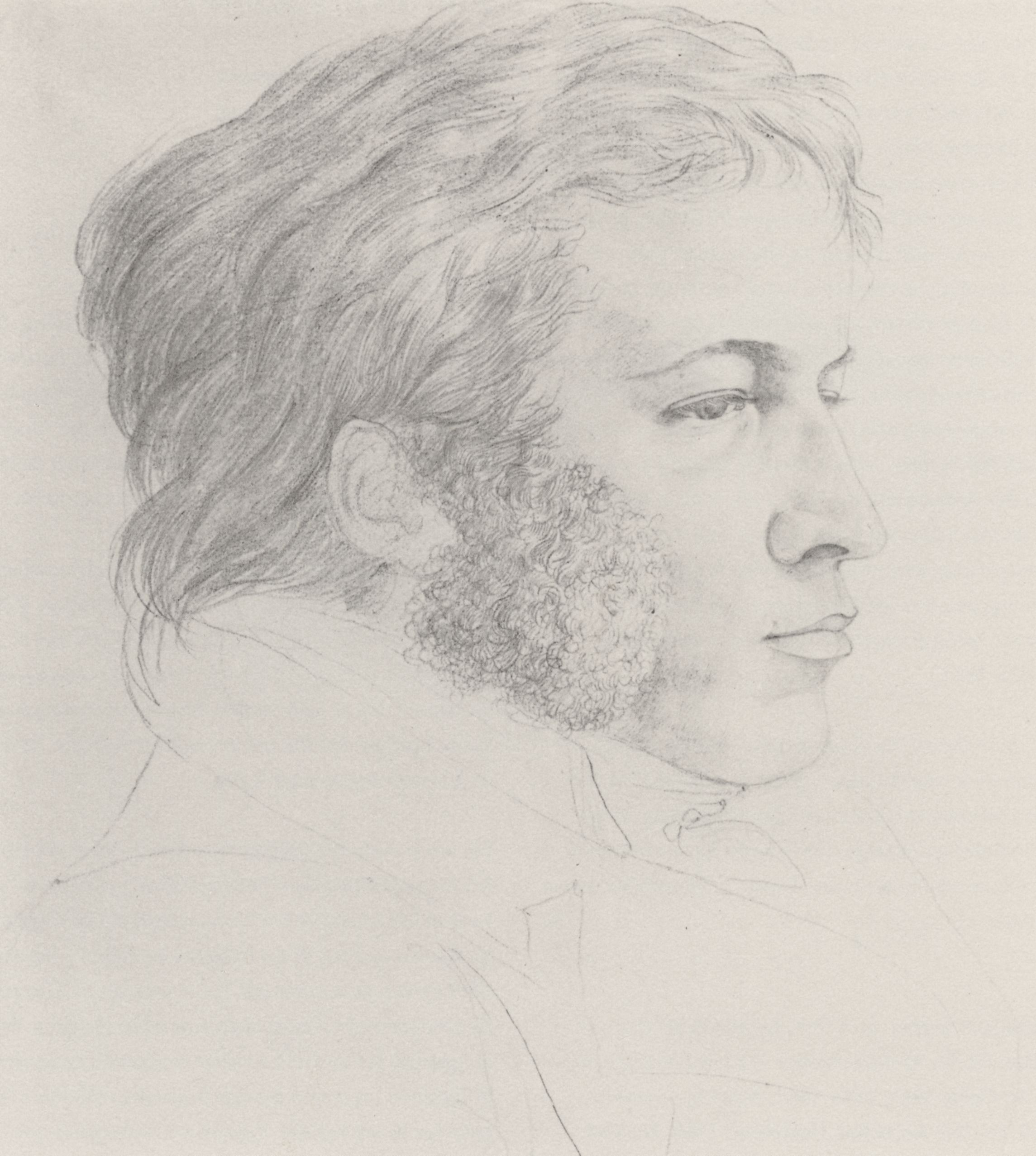
Porträt Carl Eggers (ca. 1800) von Karl Philipp Fohr

Carl Adolf Johann Eggers (* 1. Oktober 1787 in Neustrelitz; † 24. Juli 1863 ebenda) war ein deutscher Maler.

## Leben
Carl Eggers wurde geboren als Sohn des Neustrelitzer Kammersekretärs Johann Dietrich Christian Eggers (1753–1806) und dessen Frau Christina Friderika Dorothea, geb.  Cogho (um 1763–1841), die in Neustrelitz selbst als Pianistin und Zeichnerin in Erscheinung trat. Eggers studierte von 1809 bis 1812 an der Kunstakademie in Dresden, wo er Schüler des Historienmalers Johann Friedrich Matthäi war, und ging dann im Frühjahr 1813 zu seiner weiteren Ausbildung nach Italien. Dort lebte er von 1816 bis 1830 in Rom. In dieser Zeit widmete er sich der Freskomalerei durch mechanische und chemische Untersuchungen älterer Fresken so erfolgreich, dass ihm die Wiedererfindung der Freskotechnik zugeschrieben wird.
Künstlerisch betätigte Eggers sich zusammen mit Philipp Veit im Museo Chiaramonti (Braccio Nuovo) des Vatikans als Freskenmaler, wo er die personifizierte Roma malte, vor welcher Münzen ausgegeben werden, eine Anspielung auf die damals den vatikanischen Schätzen einverleibte Münzsammlung. Er gehört zum Kreis der Nazarener um Friedrich Overbeck.
Nach seiner Rückkehr nach Deutschland malte er im Auftrage des Domherrn Immanuel Christian Leberecht von Ampach für den Dom zu Naumburg die Fußwaschung Christi und beteiligte sich von 1847 bis 1848 gemeinsam mit Johann Wilhelm Schütze an der Ausführung der von Schinkel entworfenen Fresken in der Halle des heutigen Alten Museums in Berlin. Das von ihm in der Friedhofskapelle von Neustrelitz geschaffene Freskogemälde, der Auferstehungsengel, ist nicht erhalten.
Eggers war seit 1818 mit Elisabeth Seizer, Tochter eines Kaiserl. Königl. Landstallmeisters aus Wien, verheiratet, mit der er mehrere Söhne hatte.

## Werke
- Porträt des Lübecker Kaufmanns Johann Daniel Jacobj (1823 in Rom), Museum Behnhaus in Lübeck.